# Дарріус (Mortal Kombat)
Дарріус (англ. Darrius) — персонаж серії файтинга Mortal Kombat представлений в шостій грі серії Mortal Kombat: Deception. Дарріус — амбітний і безпринципний керівник повстанців Царства Порядку, виношує далекосяжні задуми. Для своїх послідовників він — революціонер, мудрий і далекоглядний лідер; для ворогів він — терорист, який повинен бути знищений.

## Біографія
Колишній воїн порядку, Дарріус, розчарувався в деспотичний державний устрій Сейдо. В результаті, він очолив опір з метою повалити Сенат, правлячий Світом Порядку. Він не гребує будь-якими методами, щоб домогтися бажаного, в тому числі використовуючи закони Миру Порядку для своєї вигоди. Коли Дарріус вважав, що його опору потрібні нові члени, він наймав вбивцю із завданням убити сім'ю воїна, якого Дарріус вважав цінним для опору. Він сподівався, що розгніваний воїн спробує знищити того, хто вбив його рідних і тим самим порушить закон Сейдо. Після цього помстився, за законами Миру Порядку чекала в'язниця, звідки Дарріус його рятував і пропонував вступити в його загін.
У MKD Дарріус найняв Дайру для того, щоб той убив одного з наймогутніших воїнів Світу Порядку, Хотару, і викрав конституцію Сейдо.
Як і всі інші бійці, Дарріус загинув біля піраміди Аргуса.

## Спецприйоми
Підступний пострілДарріус вистрілює в противника згустком енергії синього кольору. (MKD, MKA)
Навчальна метаДарріус переміщається в сторону і виконує прийом Ломатель грудей. (MKD, MKA)
Ломатель грудейДарріус кидається вперед і завдає потужного удару в груди супротивникові. (MKD, MKA)
Нечесний ударДарріус підскакує до супротивника і завдає три удари ногами з розвороту. (MKD, MKA)

### Добивання
РукоприкладствоДарріус відриває противнику руки, б'є ними два рази ворога в обличчя, а потім відбиває йому голову. (MKD)
Стисканя головиДарріус стискає руками голову ворога з такою силою, що вона вибухає. (MKD)